# دوغ مان (فلم)
دوغ مان (بالإنجليزية: Dog Man) هو فيلم كوميدي أمريكي متحرك صدر عام 2025 مقتبس من سلسلة الروايات المصورة للأطفال للكاتب داف بيلكي. من إنتاج شركة دريم ووركس أنيميشن وتوزيع شركة يونيفرسال بيكتشرز، وهو فيلم فرعي وقصة داخل قصة فيلم كابتن أندربانتس: أول فيلم ملحمي (2017) والفيلم الثاني في سلسلة كابتن أندربانتس. تم كتابة الفيلم وإخراجه من قبل بيتر هاستينجز، وبطولة أصوات بيت ديفيدسون، ليل ريل هوري، إيسلا فيشر، بوبي ليو، ستيفن روت، بيلي بويد، وريكي جيرفيس، مع توفير هاستينجز للمؤثرات الصوتية للشخصية الرئيسية.

## النسخة العربية
تمت دبلجته باللغة العربية المصرية

## الحبكة
قطة برتقالية شريرة تدعى بيتي تثير الرعب باستمرار في مدينة أوكلاهوما. تتضمن إحدى مخططاته زرع قنبلة لتدمير مبنى. يصل ضابط الشرطة الشهير نايت وكلبه جريج لتفكيك القنبلة، لكنها تنفجر، مما يؤدي إلى إصابة رأس نايت وجسد جريج بجروح خطيرة. يقوم جراحان بإنقاذ نايت وجريج من خلال خياطة رأس جريج على جسد نايت، مما أدى إلى إنشاء هجين بين الكلب والإنسان يُدعى دوغ مان.
يكتشف دوغ مان أنه في غيابه، قامت صديقته (السابقة الآن) ببيع منزلهما وانتقلت للعيش في مكان آخر. يأخذ كرة التنس التي اعتاد اللعب بها عندما كان فارسًا/جريج، ثم يغادر. ينتقل إلى مركز الشرطة السابق الذي يديره ضابط الشرطة سريع الغضب. يكتسب دوغ مان ثقة المدينة من خلال اعتقال بيتي بشكل متكرر، مما يخلق منافسة ساخنة بين الاثنين.
بعد عدد من عمليات الهروب من السجن، قرر بيتي طلب آلة استنساخ عبر الإنترنت، معتقدًا أن وجود نسخ متعددة من نفسه سيكون أسهل في هزيمة دوغ مان. وبسبب سوء قراءة بيتي للتعليمات، تم إنشاء نسخة منه كطفل بريء، أطلق عليه اسم ليل بيتي. يحاول بيتي تعليم ليل بيتي عن الشر، لكنه لا يبدي أي اهتمام تجاهه، ويفضل بدلاً من ذلك الاستمتاع. بعد أن يتدخل ليل بيتي عن طريق الخطأ في خطة بيتي لسرقة جثة سمكة شريرة قادرة على الحركة عن بعد تدعى فليبي واستخدام "الرذاذ الحي" لإحيائه، يتخلى بيتي عن ليل بيتي في صندوق من الورق المقوى في شوارع مدينة أوكلاهوما. سرعان ما اكتشفه دوغ مان وتبناه. لاحقًا، يعود فليبي إلى الحياة بعد أن قام موظفون في مصنع الرش الحي بثقب أنبوب عن طريق الخطأ بمخلبه المعدني. يعود المصنع بأكمله إلى الحياة بعد تعرضه للرش.
في عرينه، يكتشف بيتي كتاب صور رسمه ليل بيتي يصور كليهما كعائلة. يشعر بالذنب، فيكتشف من مساعده السابق أن ليل بيتي قد تبناه دوغ مان. فيختطف ليل بيتي أثناء نومه باستخدام آليته الجديدة على شكل كرة والتي تسمى 80-HD. يخبر بيتي ليل بيتي أن والده المسيء قد تخلى عنه عندما كان طفلاً. في محاولة لتشجيعه، يستخدم ليل بيتي سراً 80-HD لتتبع والد بيتي، الذي أصبح الآن رجلاً عجوزًا غاضبًا يُلقب بالجد. يعيده إلى عرين بيتي، حيث يبدأ الجد على الفور في توبيخ بيتي. بعد أن أدرك أن والده لم يتغير بعد كل هذا الوقت، اصطحب بيتي معه ليل بيتي إلى آليته العملاقة على شكل ساعي البريد للعثور على كلب دوغ مان.
يحاول دوغ مان الدخول في قتال مع روبوت بيتي، لكن فليبي يقاطعهما، بالإضافة إلى المصنع الذي يمشي الآن والعديد من المباني الأخرى التي تشعر. بعد القتال، يحاول فليبي اختطاف ليل بيتي (ويسميه "رجل الخير") ولكن يتم خداعه ليأخذ بيتي (المختبئ في قمرة القيادة في 80-HD) بدلاً من ذلك. يأخذ بيتي إلى بركان ويعلقه فوق الحافة. يظهر دوغ مان وليل بيتي وتشيف في خزان على شكل سنجاب من صنع بيتي. تمكنوا من إقناع فليبي بالتشكيك في أخلاقه، لكن هذا يتسبب في فقدانه لقدرته على التحريك عن بعد، مما أدى إلى إسقاط بيتي تجاه الحمم البركانية. يضحي دوغ مان بكرة التنس الخاصة به عن طريق إطلاقها على بيتي، مما يدفعه بأمان إلى الأرض.
يطلب بيتي من الرئيس أن يعتقله بسبب أفعاله، لكن الرئيس يرفض، قائلاً إنه يعرف أن بيتي يريد أن يكون أفضل من أجل حماية وتعليم ليل بيتي. لاحقًا، يترك بيتي ليل بيتي مع دوغ مان، ويقول له إنه يحتاج إلى وقت لنفسه. لقد اتفقا على الحضانة المتبادلة لليل بيتي. يمشي بيتي بعيدًا، ثم يأخذ زجاجة ملقاة وبعض الهندباء التي كان قد تخلص منها سابقًا. يضع الهندباء في الزجاجة، ويأخذها إلى عرينه ليعتني بها.

## طاقم صوتي
- بيتر هاستينجز بدور المؤثرات الصوتية لدوغ مان، وهو هجين بين كلب وضابط شرطة تم إنشاؤه نتيجة لعملية طبية دمجت ضابطًا مصابًا يدعى نايت مع كلبه الأليف، جريج. تماشياً مع المادة المصدرية، لا يتحدث دوغ مان، على الرغم من أن هاستينجز لا يزال يصدر نباحاته وتعبيراته.
  - كما يؤدي هاستينجز صوت الضابط نايت، وهو ضابط شرطة تم استخدام جسده من الرقبة إلى الأسفل لإنشاء دوغ مان، كما يوفر أيضًا المؤثرات الصوتية لجريج، كلب نايت الذي تم استخدام رأسه لإنشاء دوغ مان.
- بيت ديفيدسون في دور بيتي، القط البرتقالي سريع البديهة والمتغطرس وهو العدو اللدود لدوغ مان ويطلق على نفسه لقب "القط الأكثر شرًا في العالم".[4] [5]
- لوكاس هوبكنز كالديرون في دور ليل بيتي، وهو لقطة صغيرة طيبة القلب مستنسخة من ابن بيتي ودوج مان المتبنى ورفيقه.
- ليل ريل هاوري في دور رئيس الشرطة سريع الغضب في المحطة التي يعمل بها دوج مان. [4] [5]
- إيسلا فيشر بدور سارة هاتوف، مراسلة أخبار.[5]
- بيلي بويد في دور شيموس، مصور سارة.[5]
- ريكي جيرفيس في دور فليبي السمكة، وهي سمكة ذات قدرة على التحريك عن بعد.[5]
- ستيفن روت في دور الجد، والد بيتي.[5]
- بوبي ليو بدور بتلر، مساعدة بيتي السابقة.[5]
- تشيري أوتيري في دور رئيسة بلدية مدينة أوكلاهوما، التي تنتقد بشكل متكرر عمل رئيس الشرطة ورجل الكلب.
- ميليسا فيلاسينور بدور السمسارة التي تبيع منزل الضابط نايت بعد وفاته.

جورج بيرد وهارولد هاتشينز، المبدعان داخل الكون لدوغ مان وكابتن أندربانتس، يقومان بظهور قصير، يظهر جورج في دور صامت بينما تقدم كيلي ستابلز صوت هارولد. تم تقديم صوته سابقًا بواسطة توماس ميدلديتش في كابتن أندربانتس.

## روابط خارجية
- الموقع الرسمي
- مقالات تستعمل روابط فنية بلا صلة مع ويكي بيانات